# Benjamin Brierley

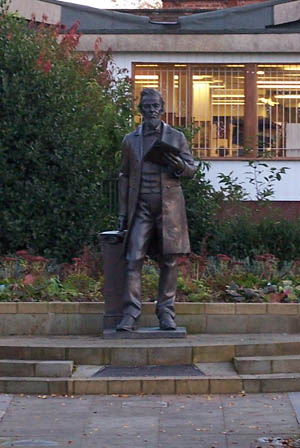
Benjamin Brierley

Benjamin Brierley, född 26.6.1825 och död 18 januari 1896, var en brittisk författare.
Brierley var ursprungligen textilarbetare i Manchester, men skaffade sig under sin fritid på egen hand bildning och började publicera skildringar ur livet i Lancashire. 1859 slog han igenom med en samling sådana skisser, A summer day in Daisy Nook, och ägnade sig senare helt åt skriftställeri och journalistik. Bland hans övriga arbeten med ämnen från hembygden märks Tales and sketches of Lancashire life (1862-63), The Layrock of Langley side (1864) och The cotters of Mossburn (1871). Han har även skrivit en mängd visor på Lancashiredialekt.